# Masteria jatunsacha
Espèce
Masteria jatunsacha est une espèce d'araignées mygalomorphes de la famille des Dipluridae.

## Distribution
Cette espèce est endémique de la province de Napo en Équateur,. Elle se rencontre dans la réserve naturelle Jatun Sacha.

## Description
Le mâle holotype mesure 2,79 mm.

## Étymologie
Son nom d'espèce lui a été donné en référence au lieu de sa découverte, la réserve naturelle Jatun Sacha.

## Publication originale
- Dupérré, Tapia, Quandt, Crespo-Pérez & Harms, 2021 : « From the lowlands to the highlands of Ecuador, a study of the genus Masteria (Araneae, Mygalomorphae, Dipluridae) with description of seven new species. » Zootaxa, no 5005(4), p. 538-568.